# Sal Santenbrug
De Sal Santenbrug (brug 492) is een vaste brug in Amsterdam-Noord.
De verkeersbrug is gelegen in de Meteorenweg en voert over de Kometensingel. De brug verbindt daarbij twee delen van Tuindorp Oostzaan; de “oude” gedeelte dat in de jaren dertig is gebouwd (ten zuidoosten van de brug) en het deel dat eindjaren vijftig werd gebouwd. In september 1958 werd gestart met de voorbereidende werkzaamheden, midden april 1959 was de aannemer klaar.
De brug gelegen over een duiker is ontworpen door Dienst der Publieke Werken, vermoedelijk door Dick Slebos. Ze lijkt daarbij enigszins op de bruggen die Piet Kramer van diezelfde dienst ontwierp voor in de Watergraafsmeer. Slebos was net als Dirk Sterenberg een van de opvolgers van Kramer en beiden lieten zich bij hun werk dikwijls inspireren door Kramers bruggen. Zo heeft de brug vanaf het water gezien een uiterlijk die wijst op de Amsterdamse Schoolstijl. De voor Kramer typerende versierselen zijn hier echter nergens te bekennen; de brug heeft zelfs geen balustrades of leuningen. De brede verkeersbrug, die ondersteund wordt door 88 houten heipalen, bestaat uit twee bakstenen zijkanten met daartussen een ruim wegdek, hier zelfs met gescheiden rijbanen. Opvallend aan de brug is het relatief zeer brede voetpad met fietsenrekken aan een kant van de brug (16 meter), ten opzichte van een smal voetpad aan de overzijde (3 meter breed). 

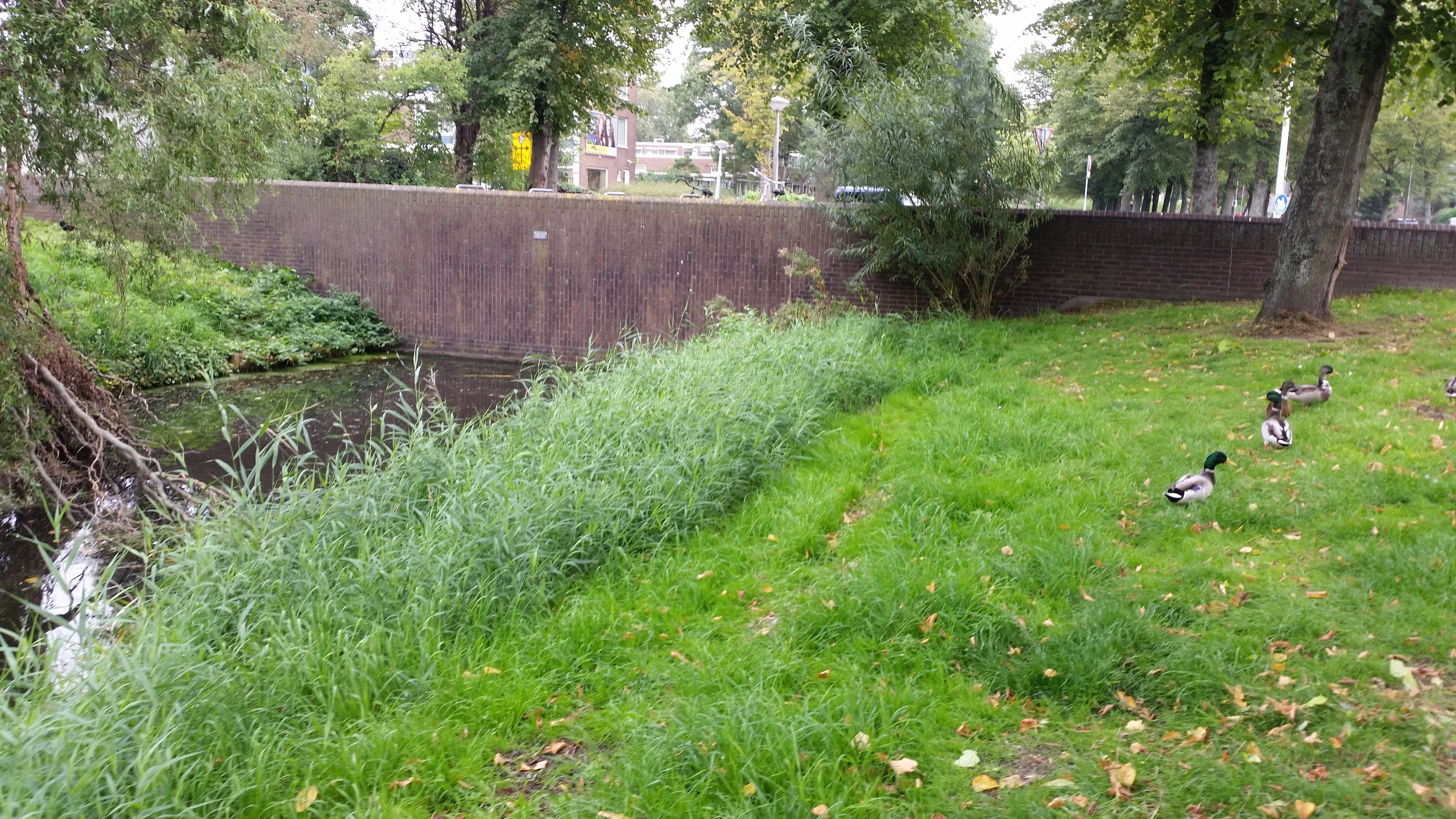
Zijaanzicht van de brug (september 2018)

Alhoewel een brug meestal boven water ligt, heeft deze brug vlak na de oplevering ook enige tijd onder water gelegen. Door een dijkdoorbraak bij Zijkanaal H rond 14 januari 1960 kwam het gehele gebied inclusief de net opgeleverde woningen geheel onder water staan. Op de Meteorenweg stond al snel 30 cm water. Al snel rees het water zodanig dat er met bootjes reddingswerkzaamheden verricht moesten worden; het water zou daarbij tot aan de rand van de begane grond van de woningen zijn gekomen.

## Naam
De brug ging vanaf haar oplevering anoniem door het leven, zelfs het brugnummer ontbrak regelmatig. Vanaf april 2016 konden de Amsterdamse burgers voorstellen indienen tot vernoeming van naamloze bruggen. In september 2017 werd een voorstel aangenomen de brug te vernoemen naar Sal Santen, die in zijn jeugd zes jaar in tuindorp Oostzaan heeft gewoond, en veelvuldig verhalen over de buurt schreef.
<<< · 400 · 401 · 402 · 403 · 404 · 405 · 406 · 407 · 408 · 409 · 410 · 411 · 413 · 414 · 415 · 416 · 417 · 418 · 419 · 420 · 421 · 422 · 423 · 424 · 425 · 427 · 429 · 430 · 431 · 432 · 433 · 434 · 435 · 436 · 437 · 438 · 439 · 440 · 441 · 442 · 443 · 444 · 445 · 446 · 447 · 448 · 449 · 450 · 451 · 452 · 453 · 454 · 455 · 456 · 457 · 458 · 459 · 460 · 461 · 462 · 463 · 464 · 465 · 466 · 469 · 470 · 471 · 472 · 473 · 474 · 475 · 476 · 478 · 479 · 480 · 482 · 483 · 485 · 486 · 487 · 488 · 489 · 490 · 491 · 492 · 493 · 494 · 495 · 496 · 497 · 499 · >>>
Brugnummers 412, 426, 428, 467, 468, 477, 481, 484 en 498 zijn niet (meer) vergeven.